# Nynäshamns LNG-terminal
Nynäshamns LNG-terminal är en svensk hamnterminal för mottagning och distribution av flytande naturgas i Nynäshamns hamn.
Nynäshamns LNG-terminal ligger på Brunnviksholmen i Nynäshamn. Den togs i drift 2011 och LNG-terminalen var den första i sitt slag i Sverige. Den anlades av AGA Gas AB, men köptes 2020 av Gasum.
Vid terminalen tas flytande naturgas i tankfartyg emot från ryska och norska gasfyndigheter samt från LNG-terminaler i norra Europa. Naturgasen används bland annat för Nynas raffinaderi och för stadsgas i Gasnätet Stockholm.
Nynäshamns LNG-terminal har en kajlängd på 75 meter och tar emot fartyg med största längd 160,0 meter, största bredd 28,0 meter och med ett maximalt djupgående på 8,0 meter. I terminalen finns en LNG-tank med en höjd på 37 meter. Lagringskapaciteten är 20 000 m³.